# 합천 해인사 건칠희랑대사좌상
합천 해인사 건칠희랑대사좌상(陜川 海印寺 乾漆希朗大師坐像)은 경상남도 합천군에 위치한 해인사 조사였던 고려 희랑대사의 진영상(眞影像)으로, 우리나라에서 가장 오래된 초상 조각이며, 해인사에 소장 되어 있다. 2020년 10월 21일 국보 제333호로 지정되었다.

## 개요
해인사 조사였던 고려시대 희랑대사의 진영상(眞影像)으로 경상남도 합천의 해인사에 모셔져 있다. 후삼국 시기 해인사 승려들은 후백제 견훤을 지지하는 남악파(南岳派)와 고려 왕건을 지지하는 북악파(北岳派)로 나뉘어 있었는데, 희랑은 북악파의 종주(宗主)였다. 이 상은 화엄종 북악파의 진면목을 적절하게 묘사하여 화엄종의 진리를 무언(無言)의 형상을 통해서 지금까지 끊임없이 설법하고 있는 우리나라 초상의 최고 걸작이다. 
앞쪽은 건칠기법으로 뒷쪽은 나무로 제작한 이 상은 체구에 비해 머리가 다소 큰 편이다. 얼굴은 길고 이마에는 주름살이 깊이 파였으며, 자비로운 눈매, 우뚝 선 콧날, 잔잔한 입가의 미소는 노스님의 인자한 모습을 잘 나타내고 있다. 여윈 몸에는 흰 바탕에 붉은 색과 녹색 점이 있는 장삼을 입고 그 위에 붉은 바탕에 녹색 띠가 있는 가사를 걸치고 있는데 그 밑에 금색이 드러나는 것으로 미루어 원래 모습에는 금빛이 찬연했던 것으로 짐작된다. 생략할 곳은 과감히 생략하고 강조할 곳은 대담하게 강조하여 노스님의 범상하지 않은 위용을 사실적으로 표현하고 있는데서 인간적인 따뜻한 정감을 느낄 수 있다.
만들어진 연대는 고려 초인 930년경 이전으로 추정되며, 진영 조각의 진수를 가장 잘 묘사함으로써 10세기 중엽 조각 가운데 최고의 걸작품으로 평가되고 있다. 또한 우리나라에서 발견된 유일한 승려의 진영 조각이라는 점에서도 미술사적 가치가 큰 작품이다.
1989년 4월 10일 보물 제999호로 지정되었다가 2020년 10월 21일 국보 제333호로 승격되었다.

## 같이 보기
- 해인사
- 희랑대사
- 헌혈